# برج الساعة (عكا)

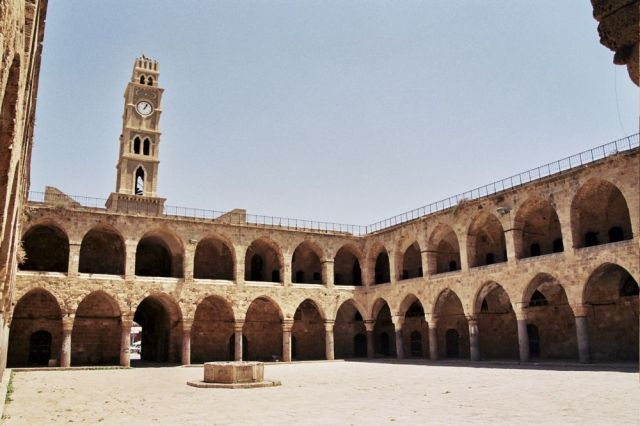
برج الساعة في البلدة القديمة لعكا، أقيم على مبنى خان العمدان.

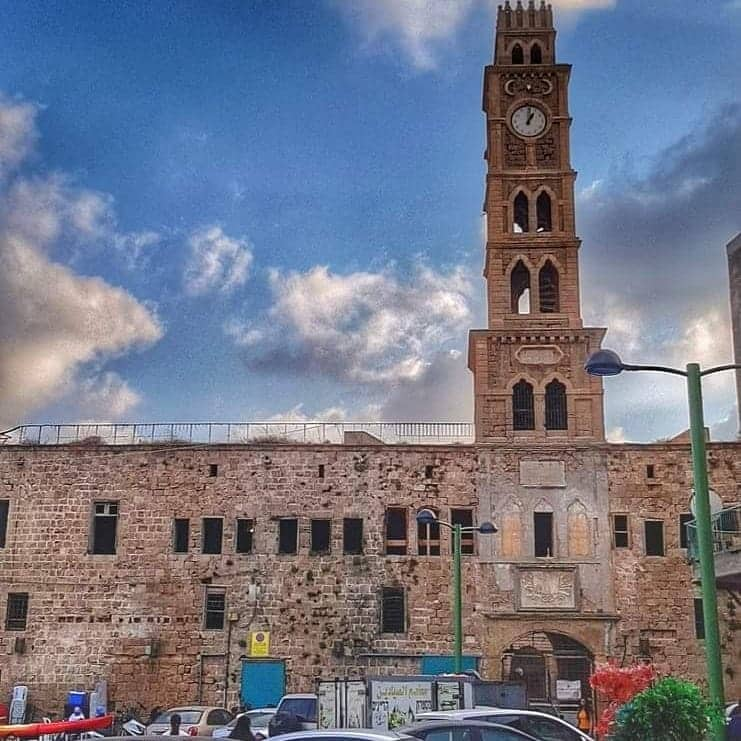
الواجهة الأمامية لبرج الساعة، عكا، فلسطين

يعتبر برج الساعة أحد أهم الآثار المعمارية الباقية في مدينة عكا،وهو برج أثري يعود تاريخه إلى الحقبة العثمانية في فلسطين. يقع برج الساعة في البلدة القديمة لمدينة عكا بموازاة خان العمدان القديم، وهو واحد من الأبراج السبعة التي بنيت عام ألفٍ وتسمعئة وواحد بمناسبة ذكرى مرور خمسة وعشرين سنة على جلوس السلطان عبد الحميد الثاني على العرش. تقع الأبراج الأخرى في مدينة القدس، يافا، حيفا، صفد، الناصرة، نابلس - إلاّ أن برج القدس هدمته القوات البريطانية عند دخولها للمدينة.

## خان العمدان

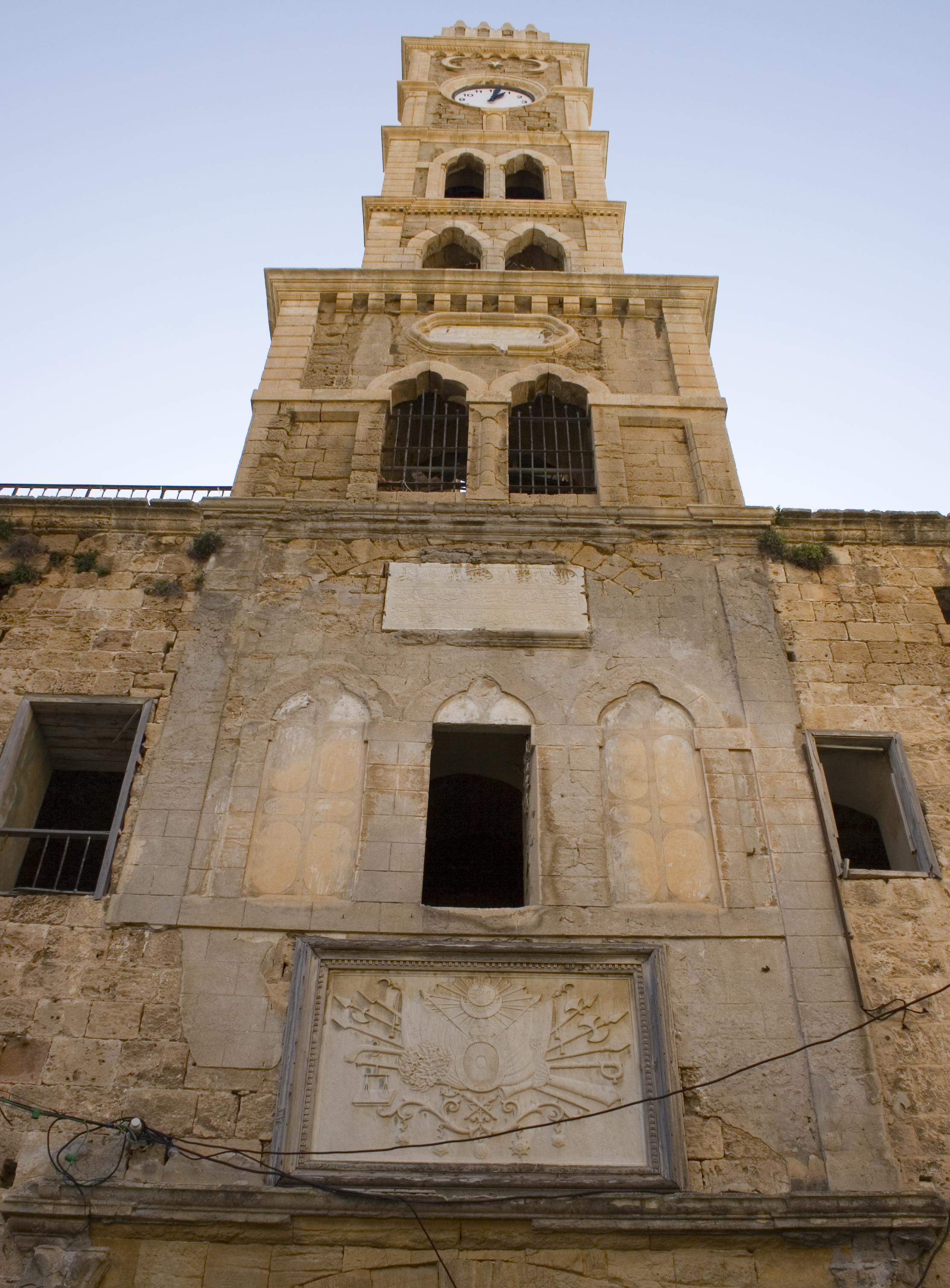

أقام أحمد باشا الجزار خان العمدان سنة ألفٍ وسبعمئةٍ وخمسة وثمانين في مدينة عكا، وهو مبنى أثري مربع الشكل يتكون من طابقين، يحتل مساحة 5500 متر مربع، يرتكز على أعمدة من الغرانيت جلبها الجزار من قيسارية. وقد أقام العثمانيون بعشرات السنين البرج بموازاة هذا الخان.
خلال عمليات التطهير العرقي التي مارستها العصابات الصهيونية في فلسطين خلال النكبة، وجد الكثير من المهجرين في خان العمدان بيتاً يحميهم، حيث أقاموا به إلا أنه سرعان ما طاردتهم السلطات الإسرائيلية، واستمرت عمليات الطرد والإخلاء من داخل الخان حتى سنوات الثمانينات.

## الطراز المعماري
هناك عدة طوابق للبرج، حيث يحتوي على لوحة منقوش عليها بيوت شعرية توضح بناء البرج تخليداً للسلطان العثماني، وتقع ساعة من كل جهة في الطوابق العليا. حيث حظيت المدينة بساعات لأول عام ألفٍ وتسمعمئةٍ وواحد.

## وصلات خارجية
- حكاية بلد - عكا / تلفزيون فلسطين على يوتيوب